# Gare de Pont-à-Vendin
La gare de Pont-à-Vendin est une gare ferroviaire française de la ligne de Lens à Don - Sainghin, située sur le territoire de la commune de Pont-à-Vendin, dans le département du Pas-de-Calais en région Hauts-de-France.
C'est une halte voyageurs de la Société nationale des chemins de fer français (SNCF), desservie par des trains TER Hauts-de-France.

## Situation ferroviaire
Établie à 26 mètres d'altitude, la gare de Pont-à-Vendin est située au point kilométrique (PK) 222,391 de la ligne de Lens à Don - Sainghin, entre les gares ouvertes de Loison-sous-Lens et de Meurchin.

## Service des voyageurs

### Accueil
Halte SNCF, c'est un point d'arrêt non géré (PANG) à accès libre. Elle est équipée d'un automate pour l'achat de titres de transport.

### Desserte
Pont-à-Vendin est desservie par des trains TER Hauts-de-France qui effectuent des missions entre les gares de Lens et de Don - Sainghin, ou de Lille-Flandres.

### Intermodalité
Un parking pour les véhicules y est aménagé.